# Esther van Fenema
Esther M. van Fenema (Haarlem, 25 november 1970) is een Nederlands psychiater, columnist en auteur. Sinds 2019 is ze ook actief in de politiek.

## Biografie
Van Fenema werd geboren in Haarlem en haalde in 1990 haar gymnasiumdiploma aan het Christelijk Gymnasium Utrecht. Vervolgens combineerde ze een studie geneeskunde in Utrecht en Leuven met het Koninklijk Conservatorium Brussel. Haar studie viool aan het Conservatorium van Amsterdam en het Koninklijk Conservatorium Brussel rondde ze af in 1998. Tien jaar later voltooide ze haar opleiding tot psychiater aan het LUMC in Leiden. In haar periode als staflid voor het gelijknamige ziekenhuis richt Van Fenema de Muziekpoli op, die gericht is op musici met psychische klachten. Zelf stelt Van Fenema vroeger als violiste te hebben geleden aan podiumangst.
Sinds 2013 schrijft Van Fenema columns voor ThePostOnline, de Volkskrant, Medisch Contact en HP/De Tijd. In 2015 start ze als interviewer bij Café Weltschmerz en is ze betrokken bij de organisatie van het Depressiegala. Sinds 2019 heeft ze een eigen praktijk in haar woonplaats Bussum en werkt ze als ad-interimpsychiater bij de crisisdienst in Almere. In datzelfde jaar lanceerde Van Fenema de Mentale Schijf van Vijf. Daarnaast heeft Van Fenema twee boeken uitgebracht. In 2018 kwam haar eerste boek uit onder de titel Het ontstemde brein, psychiater op de Muziekpoli. In 2020 volgde Waarom kan ik niet gewoon gelukkig zijn?
Naast haar werkzaamheden als psychiater is Van Fenema ook freelance violiste en treedt ze op in de media. Ze is regelmatig te zien als opiniemaker in televisieprogramma’s als M en RTL Boulevard. In 2018 was ze te zien als psychiater in het programma BN'ers in therapie van RTL 5 en op het RTL-platform Concentrate Velvet. Daarnaast geeft ze regelmatig commentaar op de radio en televisie.
In 2019 was zij een van de oprichters van de politieke partij NLBeter. Bij de Tweede Kamerverkiezingen van 2021 was ze lijsttrekker van deze partij, die echter niet voldoende stemmen haalde om in het parlement te komen. Een jaar later verscheen Het verlaten individu waarin ze kritisch schrijft over 'het modieus maken van genderidentiteit'.

## Persoonlijk
Van Fenema is getrouwd met politicus Olaf Stuger.